# Grands Chais de France
Pour les articles homonymes, voir GCF.
Le groupe Grands Chais de France (GCF), dont le siège social est basé à Petersbach, est le premier groupe français en termes de volumes de vinification et d'exportation de vins et spiritueux, et le deuxième négociant français. Il réalise aujourd'hui un chiffre d'affaires plus important que son principal concurrent, le Groupe Castel.

## Présentation
Le Groupe, créé en 1979 par Joseph Helfrich, à Petersbach, a évolué et s'est diversifié durant ces 40 années grâce à l'implication de son fondateur, avec un capital initial de 5 000 francs. Il compte aujourd'hui 1 200 employés et près de 3 000 collaborateurs. Il est aujourd'hui présent dans pratiquement toutes les régions viticoles de France (l’Alsace, le Val de Loire, le Jura, la Bourgogne, le Bordelais, le Rhône, le Diois, le Gascogne, le Languedoc et le Provence) et représente près de 3 300 ha de vignes. GCF s'est diversifié afin de contrôler l'ensemble de la filière viticole, de l'élevage à la revente en passant par l'embouteillage et le transport. GCF a une présence commerciale dans le monde entier, en Europe (Allemagne, Espagne, Italie et Hongrie), en Chine, aux États-Unis ou encore au Japon et réalise aujourd'hui près de 80 % de son chiffre d'affaires grâce à l'exportation de ses produits à l'étranger.

## Marques

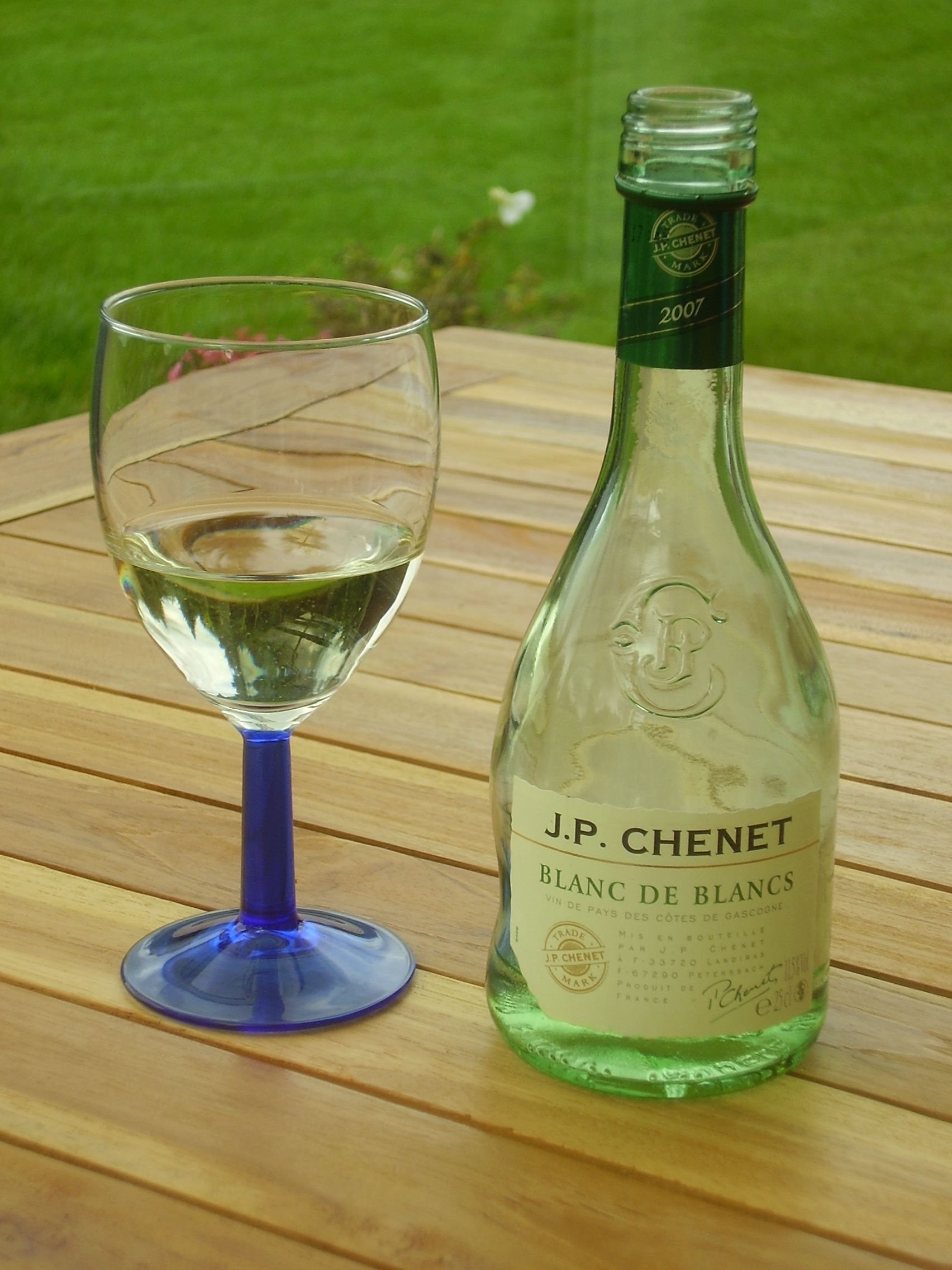
J.P. Chenet, une marque de Grands Chais de France.

### JP Chenet
Le groupe commercialise J.P. Chenet. La marque, reconnaissable à sa bouteille au goulot légèrement penché, revendique le titre de vin français le plus vendu au monde.
En 1984, Joseph Helfrich, directeur des Grands Chais de France, imagine une bouteille reconnaissable entre toutes, car dotée d’un goulot penché et d'un corps large, pour donner l’impression d’une fabrication artisanale. Baptisée Josephine, celle-ci nécessite une adaptation des outils industriels existants. La marque ainsi lancée prend pour nom J.P. Chenet.
La création de la marque se fait en 1984. 

#### Production
Disponible initialement en deux cépages : cabernet-sauvignon en appellation Pays d’Oc et blanc de blancs en vin de Pays des côtes de Gascogne.
En 1987 La gamme s’enrichit d’un blanc moelleux en appellation Vin de Pays des côtes de Thau et d’un cinsault rosé en vin de Pays d’Oc.
En 1996, une déclinaison plus haut de gamme, avec un merlot-cabernet et un chardonnay, tous deux élevés en barriques. Puis en 2004 J.P. Chenet se décline en effervescents. En 2012 La première édition limitée est lancée, en cabernet-syrah et en merlot, avec un habillage sur l’ensemble de la bouteille.
La marque se lance en 2009 dans les boissons aromatisées à base de vin avec la gamme Fashion, à la pêche et au cassis.
En 2014 J.P. Chenet ICE Edition est un vin effervescent renforcé en sucre et en bulles destiné à de nouvelles occasions de consommation. Le concept est également décliné en ICE rosé.

#### Marketing
Le lancement de la gamme en format 25 cl se fait en 1994, puis en 2000 la gamme s’enrichit des caisses-outres de trois litres.
En 2005 l'entreprise adopte une bouteille gravée avec les initiales de la marque.

### Calvet
Jean Marie Calvet est né le 18-02-1789 dans un petit village de la vallée du Rhône situé à proximité de Tain-l’Hermitage. Il travaille à la vigne pour aider son père, Gabriel Calvet, docteur en médecine. à Lyon et propriétaire d’un vignoble.
En 1818 Jean Marie Calvet établit la société Calvet là où il a grandi, à Tain-l’Hermitage. En 1823 Il se lance dans le négoce de vin et s’installe au cœur même de Bordeaux.
En 1870 le fils, Octave Calvet, reprend les affaires et participe à l’expansion de l’entreprise. 
En 1889 Jean Calvet, petit-fils du fondateur, s’intéresse à la Bourgogne et implante Calvet à Beaune. 
En 1930 les deux œnologues Jean Ribéreau-Gayon et Emile Peynaud rejoignent Calvet. L’entreprise s’équipe de son propre laboratoire d'œnologie.
En 1966 un incendie endommage une partie du bâtiment, c’est l’occasion pour Calvet d’investir dans un bâtiment moderne destiné à l’embouteillage. 
En 1982 L’entreprise prend plus d’envergure au sein du groupe Whitbread puis d’Allied Domecq. Puis en 2007 Calvet rejoint le groupe Grands Chais de France.

### Grand Sud
Créé en 1999, Grand Sud est une marque de vins. Elle offre des vins de cépage issus des vignobles du Sud de la France dans un format particulier, le litre.

## Sites

### Petersbach (siège social)
La superficie du site, de 18 hectares, couvre une surface de 110 000 m². La capacité de cuverie encerclée est de 123 000 hl. Le site comporte quatre chaînes d’embouteillage avec une capacité de 1 000 000 de bouteilles par jour.

### Landiras
Sur une superficie de 72 hectares, le site de Landiras couvre 85 000 m2. C'est le 1er site d'embouteillage en Europe. La capacité de stockage atteint 42 000 palettes, soit 24 millions de bouteilles.

### Mayence
Le groupe allemand Racke (Bingen-am-Rhein) a cédé à une filiale de Grands Chais de France sa cave à Mainz-Hechtsheim (Mayence) avec 46 employés, ainsi que les marques historiques Amselkeller, Viala, Bongeronde et Rosière. Le chiffre d'affaires est estimé à 24 millions d'euros.

### Traben-Trarbach
- F.W. Langguth Erben[5].

## Économie
Le groupe Grands Chais de France a réalisé un chiffre d'affaires de 841 millions d'euros en 2012, de 1,089 milliard d'euros en 2017, de 1,124 milliard d'euros en 2018, dont près de 900 millions d'euros grâce à l'exportation, et de 1,1 milliard en 2019. 
En 1988 l'entreprise franchit le cap des 400 000 caisses de neuf litres vendues, les ventes sont de plus de sept millions d’équivalent de caisses de neuf litres vendues en 2004.

## Engagements
Le groupe s'engage sur 4 points :
- Santé et sécurité des consommateurs,
- protection de l'environnement,
- relations et conditions de travail,
- politique d'achat responsable.